# Zhuang Guibei
El Zhuang Guibei es una lengua kra-dai, de la rama de lenguas tai, hablada en China, en la provincia autónoma de Guangxi, así como en Yunnan por parte de los Zhuang.

## Distribución geográfica
Se habla en Guangxi, el condado autónomo de Luocheng Mulao, el Huanjiang Maonan, Nandan, Tian'e, Donglan adjunto a Hechi, Rongshui Miao, Sanjiang Dong, y los tres que están bajo la jurisdicción de la ciudad de Liuzhou, así como del condado de Yongfu y del condado autónomo de varias nacionalidades de Longsheng en la ciudad prefectural de Guilin.